# Raumlabor

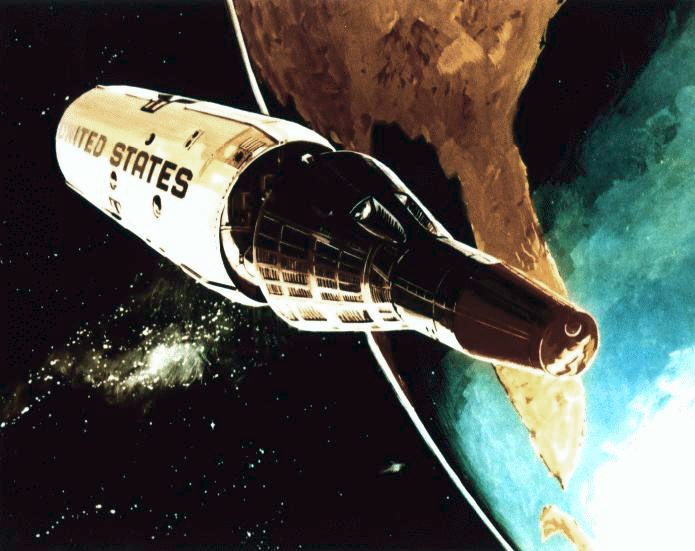
Künstlerische Darstellung des MOL, eines der ersten geplanten Raumlabore, im Orbit

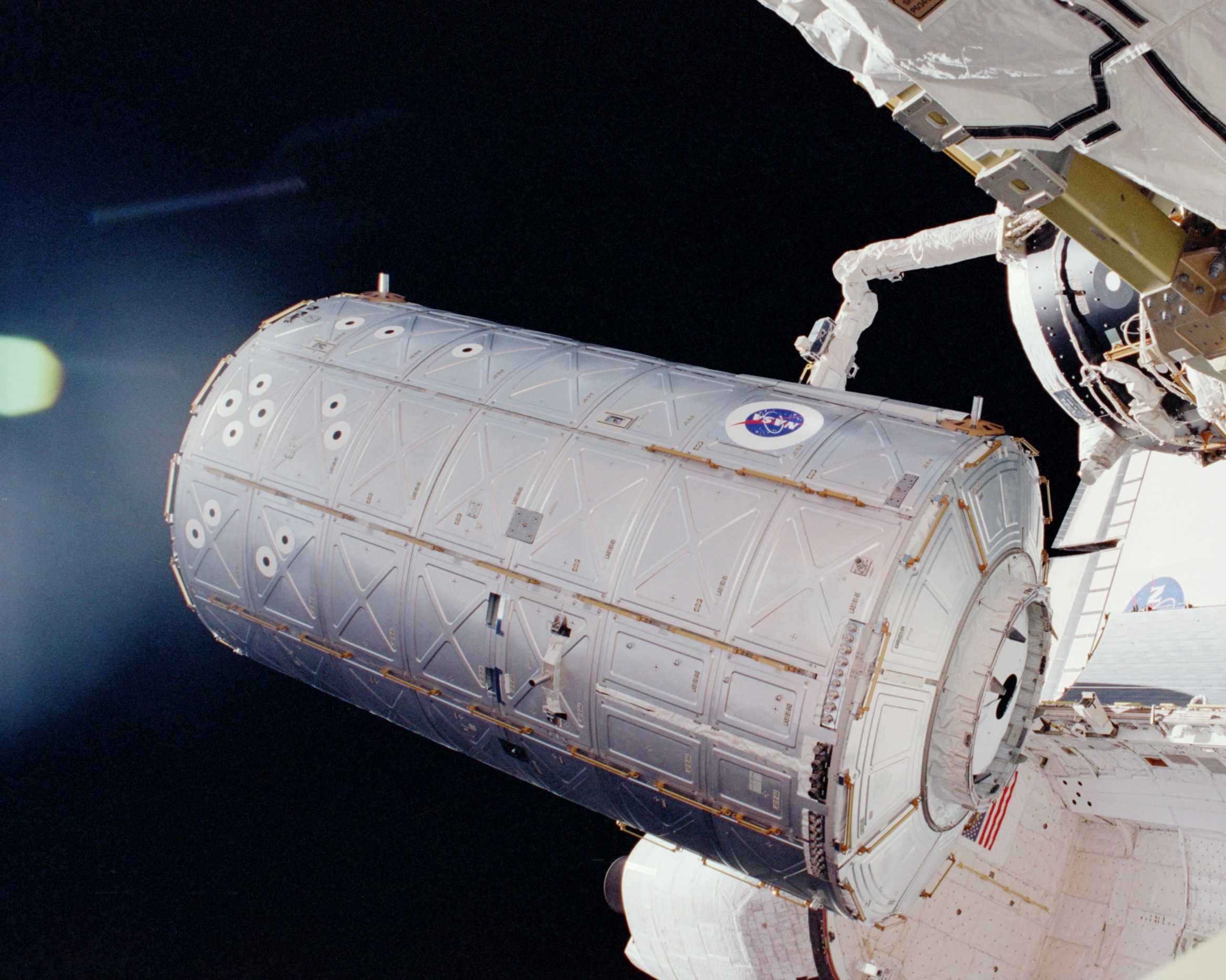
Raumlabor Destiny der ISS während der Montage

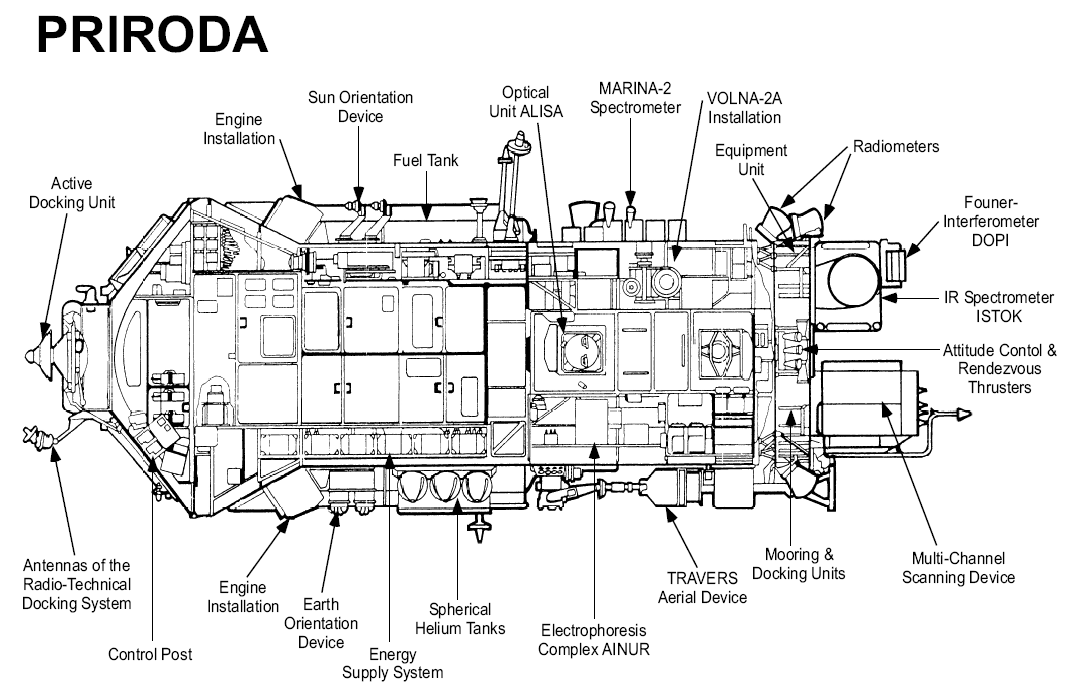
Aufbau und Ausrüstung des Priroda-Raumlabors

Das Raumlabor stellt eine Unterform der Raumstation zur Durchführung von Experimenten in der Schwerelosigkeit in einer niedrigen Umlaufbahn dar. Raumlabore entstanden zur Zeit des Kalten Krieges und waren ursprünglich überwiegend für Spionagezwecke vorgesehen. 

## Definition
Kennzeichnend für ein Raumlabor ist, dass es nicht oder nur für einen kurzen Zeitraum autark im Weltraum agieren kann. Antrieb und Lagekontrollsysteme, Energieversorgung, Unterkünfte für Besatzungen sowie weitere zum andauernden Aufenthalt im Weltraum notwendigen Systeme spielen eine untergeordnete Rolle oder fehlen gänzlich. Arbeiten an Bord eines Raumlabors werden meist von Besatzungen durchgeführt, die an Bord von Zubringerfahrzeugen (z. B. Sojus-Raumschiffen) zum Raumlabor gelangen. 

## Entwicklung
Als erstes Raumlabor wurde das Manned Orbiting Laboratory (MOL) zu Spionagezwecken von den USA entwickelt. Während der geplanten Nutzungsdauer von rund einem Monat sollte insbesondere sowjetisches Gelände überflogen und von der Besatzung fotografiert werden. Das Projekt war Teil des Gemini-Programms, kam allerdings nicht über einen unbemannten Testflug hinaus und wurde aus finanziellen Gründen eingestellt. Die Sowjetunion entwickelte etwa zur gleichen Zeit militärische Raumlabore im Almas-Programm. Diese Almas-Spionageplattformen und die aus dem militärischen Programm abgeleiteten Saljut-Baureihe können ebenfalls als Raumlabor betrachtet werden, da erste Versionen nicht wieder aufgetankt werden konnten und die Nutzungsdauer daher begrenzt war. Weiterhin war die Anbringung weiterer Module an den ersten Saljut-Versionen nicht vorgesehen. Langzeitmissionen wurden erstmals mit der zur vollwertigen Raumstation modifizierten Version Saljut 6 möglich, an der neben dem Andockpunkt für die Besatzung auch erstmals ein zusätzlicher Kopplungsstutzen für Versorgungsfahrzeuge vorgesehen war. Ein erfolgreiches und mehrfach verwendetes Raumlabor stellt das europäisch-amerikanische Spacelab dar, das nur mit Hilfe des Space Shuttles im Weltraum einsatzfähig war und nach Durchführung der Forschungsarbeiten wieder mit auf die Erde zurückkehrte. Mitte der 1990er Jahre wurde das Spacelab schrittweise ausgemustert und durch das amerikanische Spacehab ersetzt, welches bis 2007 im Einsatz war.
Auf der Internationalen Raumstation werden mehrere Raumlabore eingesetzt, die zum dauernden Betrieb auf Systeme anderer Module zurückgreifen müssen. An der ehemaligen Raumstation Mir stellt das Modul Priroda ein klassisches Raumlabor dar, da es über keine eigene Stromversorgung verfügt und von anderen Modulen versorgt wurde.

## Raumlabore der ISS
- Destiny
- Columbus
- Kibō